# Owczy pęd

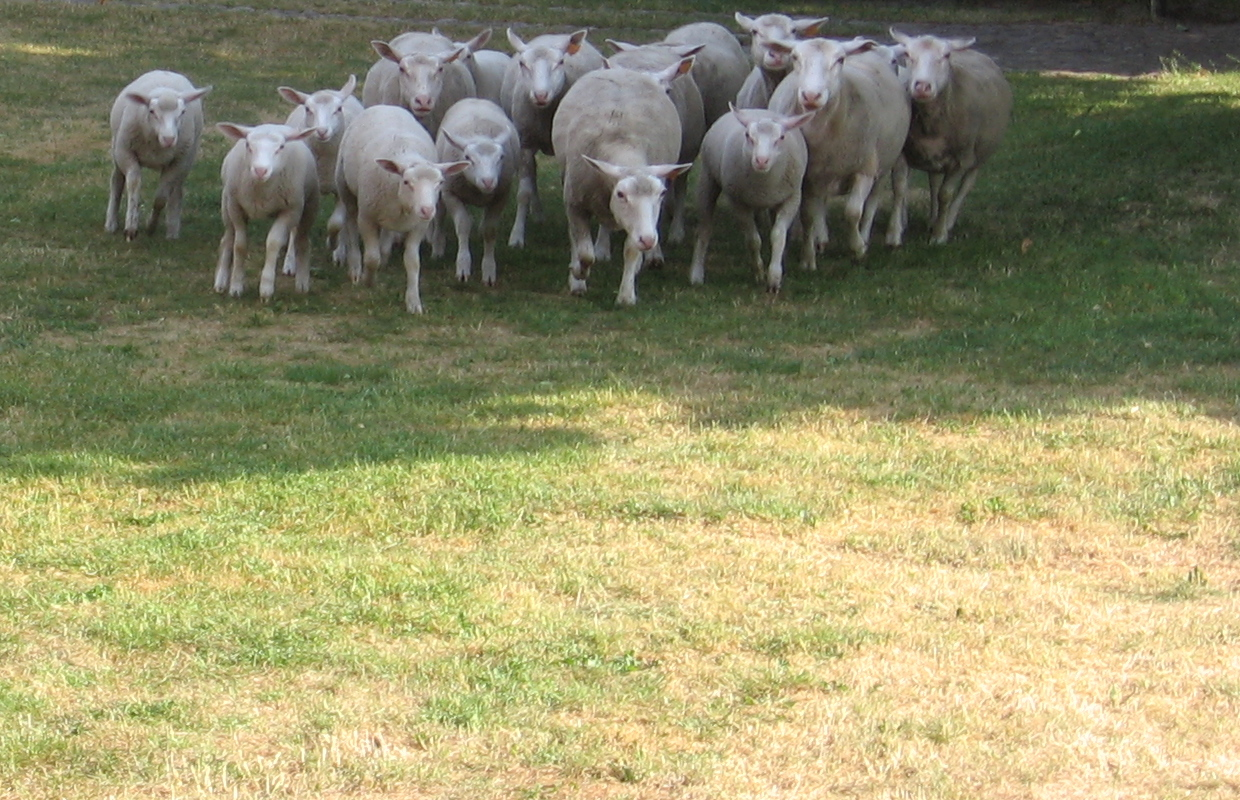
prawdziwy owczy pęd - typowe zachowanie u owiec

Owczy pęd – w żargonie giełdowym, termin oznaczający gwałtowne i nieuzasadnione kupowanie lub sprzedawanie akcji, naśladując aktualny trend.
Nazwa tego pojęcia wywodzi się z obserwowanego u wielu zwierząt stadnych, szczególnie zauważalnego jednak u owiec zachowania, polegającego na skłonności do poruszania się w ścisłym stadzie za swoim przewodnikiem (patrz zdjęcie obok). Wszystkie owce biegną tam, gdzie ich najbliżsi sąsiedzi w stadzie, a te z owiec, które widzą przewodnika, podążają za nim.
Ponieważ kurs akcji na giełdzie uzależniony jest od liczby zleceń składanych na akcje, owczy pęd na kupno akcji może mieć wpływ na wysokość ich kursu. Opisana sytuacja z reguły nie trwa jednak długo ze względu na to, że nie ma pokrycia w rzeczywistej sytuacji finansowej spółek, a kurs akcji zostaje w niedługim czasie sprowadzony do poziomu racjonalnego, odzwierciedlanego w odpowiednich wskaźniki rentowności i akceptowalnego przez rynek.